# رنگین‌کمان ماهی بوسمانی
رنگین‌کمان ماهی بوسمانی (Melanotaenia boesemani)، یک ماهی ساکن آبهای گرمسیری و گونه ای از خانواده رنگ‌ماهی ها است.

## محدوده جغرافیایی
رنگین‌کمان ماهی بوسمانی بومی دریاچه های آیامارو و شاخه های آنها در منطقه کوهستانی شبه جزیره سر پرنده واقع در پاپوآی غربی کشور اندونزی است. 

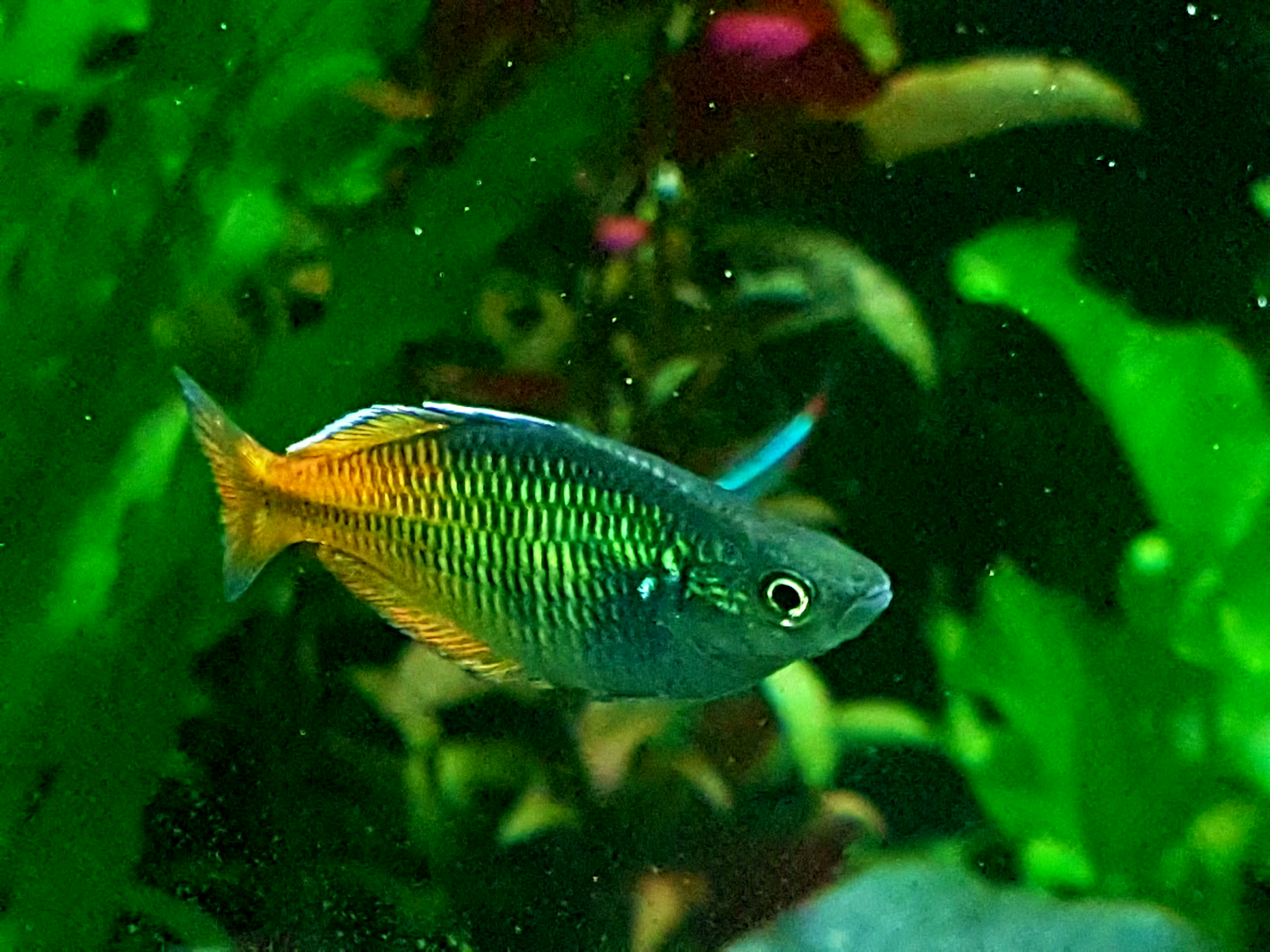
یک رنگین کمان‌ماهی بوسمانی در آکواریوم

## مراجع
1. ↑  "Melanotaenia boesemani (Boeseman's rainbowfish)". Seriously Fish (به انگلیسی). Retrieved 2016-01-07.